# دايورة إسفينية
دايورة إسفينية (الاسم العلمي:Diuris cuneata) هي نوع من النباتات تتبع جنس الدايورة من الفصيلة السحلبية.